# Süper Satranç Ligi
Süper Satranç Ligi – najwyższa klasa drużynowych rozgrywek szachowych w Turcji. Organizatorem zawodów jest Türkiye Satranç Federasyonu. Zwycięzca ligi zostaje mistrzem Turcji.

## Historia
Pierwsze mistrzostwa odbyły się w 1995 roku i były rozgrywane systemem szwajcarskim. W następnych latach rozgrywano mistrzostwa, w których rozgrywano finał. Od 2004 roku prowadzone są rozgrywki ligowe systemem każdy z każdym. Wówczas również zmieniono nazwę ligi; wcześniej obowiązywała 1. Satranç Ligi.

## Medaliści
| Sezon     | 1. miejsce                                | 2. miejsce                                | 3. miejsce                                | Źródło |
| --------- | ----------------------------------------- | ----------------------------------------- | ----------------------------------------- | ------ |
| 1995      | Satranç GM                                | Ankara Demirspor                          | Gambit SM                                 | [ 3 ]  |
| 1996      | TED Ankara Kolejliler                     |                                           |                                           | [ 1 ]  |
| 1997      | Konya Yapı Spor                           |                                           | TED Ankara Kolejliler                     | [ 1 ]  |
| 1998      | Kayseri DSİ Spor                          | TED Ankara Kolejliler                     |                                           | [ 1 ]  |
| 1999      | Kayseri DSİ Spor                          | TED Ankara Kolejliler                     | İTÜ SK                                    | [ 1 ]  |
| 2000      | TED Ankara Kolejliler                     |                                           | İTÜ SK                                    | [ 1 ]  |
| 2001      | İTÜ SK                                    | TED Ankara Kolejliler                     | Çallı Spor                                | [ 6 ]  |
| 2002      | Marmaris Belediyesi SK                    | İTÜ SK                                    | Karşıyaka SK                              | [ 7 ]  |
| 2003      | Eczacıbaşı SK                             | İTÜ SK                                    | TED Ankara Kolejliler                     | [ 8 ]  |
| 2004      | Eczacıbaşı SK                             | TED Ankara Kolejliler                     | Marmaris Belediyesi SK                    | [ 9 ]  |
| 2005      | Eczacıbaşı SK                             | Marmaris Belediyesi SK                    | Beşiktaş JK                               | [ 10 ] |
| 2005/2006 | Beşiktaş JK                               |                                           |                                           | [ 1 ]  |
| 2006/2007 | Beşiktaş JK                               | Adana Truva Satranç SK                    | Türk Hava Yolları SK                      | [ 1 ]  |
| 2008      | Adana Truva Satranç SK                    | Manisa Doruk Koleji SK                    | Türk Hava Yolları SK                      | [ 13 ] |
| 2009      | Adana Truva Satranç SK                    | Beşiktaş JK                               | Manisa Doruk Koleji SK                    | [ 14 ] |
| 2010      | Manisa Doruk Koleji SK                    | Adana Truva Satranç SK                    | İSEK Aquamatch SK                         | [ 15 ] |
| 2011      | İSEK Aquamatch SK                         | Yapı Kredi SK                             | Adana Truva Satranç SK                    | [ 16 ] |
| 2012      | Beşiktaş JK                               | İTÜ SK                                    | Gazi Üniversitesi SK                      | [ 17 ] |
| 2013      | Beşiktaş JK                               | Kahramanmaraş Belediye SK                 | Çallı Spor                                | [ 18 ] |
| 2014      | İTÜ SOCAR - K.N.I                         | Hatay Büyükşehir Belediyespor             | Beşiktaş JK                               | [ 19 ] |
| 2015      | Beşiktaş JK                               | Deniz Su Satranç GSK                      | Türk Hava Yolları SK                      | [ 20 ] |
| 2016      | Hatay Büyükşehir Belediyespor             | Kayseri Şekerspor                         | Deniz Su Aquamatch Satranç GSK            | [ 21 ] |
| 2017      | Beşiktaş JK                               | Türk Hava Yolları SK                      | Hatay Büyükşehir Belediyespor             | [ 22 ] |
| 2018      | Hatay Büyükşehir Belediyespor             | Türk Hava Yolları SK                      | Kahramanmaraş Belediye SK                 | [ 23 ] |
| 2019      | Tatvan Satranç                            | Beşiktaş JK                               | Deniz Su Aquamatch Satranç GSK            | [ 24 ] |
| 2020      | Sezon odwołany z powodu pandemii COVID-19 | Sezon odwołany z powodu pandemii COVID-19 | Sezon odwołany z powodu pandemii COVID-19 | [ 25 ] |
| 2021      | Mistrzostw nie rozegrano                  | Mistrzostw nie rozegrano                  | Mistrzostw nie rozegrano                  | [ 26 ] |
| 2022      | Göktürk Satranç SK                        | Türk Hava Yolları SK                      | Deniz Su Aquamatch Satranç GSK            | [ 27 ] |
| 2023      | Türk Hava Yolları SK                      | Bayegan Pendik Satranç SK                 | Apaydın Satranç                           | [ 28 ] |
| 2024      | Bayegan Pendik Satranç SK                 | PAÜSA Satranç ve Akıl Oyunları SK         | Türk Hava Yolları SK                      | [ 29 ] |